# Historiebruk
Historiebruk är personers och institutioners användande av historiska kunskaper i sin kommunikation.

## Typer av historiebruk
Begreppet historiebruk utvecklades av den svenske historieprofessorn Klas-Göran Karlsson i artikeln Historiedidaktik: begrepp, teori och analys från 2004. I boken där artikeln ingick uppställde Karlsson sju typer av historiebruk:
- Vetenskapligt är bruket av historia i vetenskaplig forskning.
- Existentiellt syftar till att främja en identitet hos en nation, etnicitet eller annan grupp.
- Moraliskt syftar till att uppmärksamma orättvisor och främja rättvisa.
- Ideologiskt syftar till att främja en ideologi, till exempel i propaganda.
- Icke-bruk syftar till att förtiga delar av historien av ideologiska skäl
- Politisk-pedagogiskt syftar till att jämföra då- och nutid för att framföra ett (politiskt) budskap
- Kommersiellt syftar till marknadsföring.